# リーニュ (単位)
リーニュ（ligne、記号:L）は、メートル法導入以前のフランスで使われていた長さの単位である。フランス語でligneは線（英語のline）という意味である。
1リーニュはプース（pouce、インチにあたるフランス語）の12分の1、ピエ（pied、フィートにあたるフランス語）の144分の1である。ただしフランスのピエはヤード・ポンド法のフィートより少し長く、約32.48センチメートルである。
ドランブルとメシャンの計測によって最初にメートル法が導入されたとき、1メートルの長さを国定ピエ(pied de roi)で3ピエ11.296リーニュ、すなわち443.296リーニュと定めた。したがって1リーニュは約2.2558291ミリメートルとなる。
リーニュは、現在でもフランスとスイスの腕時計メーカーでムーブメントの大きさの単位として用いられている。これは懐中時計や腕時計のムーブメントが、用途上、円盤形に近い形状で作られることから、その直径の単位として慣習的に呼ばれているものである（日本の時計業界ではリーニュを「型」と訳し、10型、11型などと呼称する）。
また、18世紀ごろからドイツのボタン製造者の間でもボタンの直径の単位として使われるようになったが、このリーニュはインチの40分の1である。